# Eumeta
Eumeta es un género de insectos lepidópteros de la familia Psychidae, subfamilia Oiketicinae.

## Especies
Se conocen 18 especies distribuidas en África, Asia y Oceanía:
- Eumeta bougainvillea
- Eumeta cervina
- Eumeta crameri
- Eumeta hardenbergi
- Eumeta layardi
- Eumeta maxima
- Eumeta mercieri
- Eumeta minuscula
- Eumeta moddermanni
- Eumeta nietneri
- Eumeta pictipennis
- Eumeta pryeri
- Eumeta rotunda
- Eumeta rougeoti
- Eumeta sikkima
- Eumeta strandi
- Eumeta variegata
- Eumeta wallacei